# Gary Barlow
Gary Barlow (* 20. ledna 1971, Frodsham, Cheshire, Spojené království) je anglický zpěvák, skladatel, pianista a hudební producent. Je členem kapely Take That. Patří mezi nejlepší skladatele v Británii, napsal čtrnáct písní, které se umístily na první příčce hitparády, a čtyřiadvacet skladeb v top 10. Je šestinásobný držitel ceny Ivor Novello Award a prodal přes 50 milionů nahrávek ve světě. V roce 2012 získal Řád britského impéria za svou hudbu a přístup k charitě. Porotcoval 8., 9. a 10. řadu britské soutěže The X Factor.

## Kariéra
V roce 1990 se stal členem nové chlapecké skupiny Take That. Je hlavním skladatelem skupiny. Poté, co se v roce 1996 rozpadli, vydal se na sólovou dráhu. Vydal dvě sólo alba: Open Road a Twelve Months, Eleven Days. Také napsal několik písniček pro jiné zpěváky. Take That se znovu dali dohromady v roce 2005.
V roce 2009 byl zvolen nejlepším britským skladatelem všech dob. Od roku 2011 pracoval jako porotce britské talentové soutěže The X Factor. V roce 2012 vydal album Sing a v roce 2013 album Since I Saw You Last.
Od 18. března 2020 nazpíval na sociální síť Instagram mnoho duetů (např. s Ronanem Keatingem, JC Chasezem, Rickem Astleym, Jasonem Donovanem a dalšími).

## Diskografie
- Open Road (1997)
- Twelve Months, Eleven Days (1999)
- Sing (2012)
- Since I Saw You Last (2013)
- Music Played by Humans (2020)
- The Dream of Christmas (2021)